# The Comedy Awards
 The Comedy Awards è un premio annuale creato da Comedy Central, per celebrare comici, film e produzioni televisive di genere commedia.
La prima cerimonia si è svolta il 26 marzo 2011 ed è stata trasmessa su CMT, Comedy Central, Logo, Spike TV, TV Land e VH1 il 10 aprile dello stesso anno.
I Comedy Awards rappresentano il secondo tentativo di Comedy Central nella creazione di un premio annuale per il genere commedia, dopo i Commie Awards, assegnati solamente nel 2003, con l'intento di rimpiazzare i defunti American Comedy Awards.

## Categorie

### Cinema
- Comedy Film
- Animated Comedy Film
- Comedy Actor - Film
- Comedy Actress - Film
- Comedy Screenplay
- Comedy Director - Film

### Televisione
- Comedy Series
- Comedy Actor - Television
- Comedy Actress - Television
- Late Night Comedy Series
- Sketch Comedy/Alternative Comedy Series
- Stand-Up Special
- Animated Comedy Series
- Comedy Writing - Television
- Comedy Directing - Television

### Viewers Choice
- Breakthrough Performer
- Best Viral Original

### Special Awards
- Johnny Carson Award for Comedic Excellence
- Comedy Icon Award

## The Comedy Awards 2011
I vincitori sono indicati in grassetto

### Televisione

#### Comedy Series
- Modern Family
- 30 Rock
- Eastbound & Down
- C'è sempre il sole a Philadelphia (It's Always Sunny in Philadelphia)
- The Office

#### Animated Comedy Series
- South Park
- American Dad!
- Archer
- I Griffin (Family Guy)
- I Simpson (The Simpsons)

#### Comedy Actor
- Alec Baldwin - 30 Rock
- Ty Burrell - Modern Family
- Steve Carell - The Office
- Tracy Morgan - 30 Rock
- Danny McBride - Eastbound & Down

#### Comedy Actress
- Kristen Wiig - Saturday Night Live
- Tina Fey - 30 Rock
- Jane Krakowski - 30 Rock
- Jane Lynch - Glee
- Betty White - Hot in Cleveland

#### Late Night Comedy Series
- The Daily Show with Jon Stewart
- The Colbert Report
- Jimmy Kimmel Live!
- Late Night with Jimmy Fallon
- The Late Show with David Letterman

#### Sketch Comedy/Alternative Comedy Series
- Childrens Hospital
- Funny or Die Presents
- Saturday Night Live
- Tim and Eric Awesome Show, Great Job!
- Tosh.0

#### Stand-up Special
- Louis C.K. - Hilarious
- Aziz Ansari - Intimate Moments for a Sensual Evening
- Bill Maher - But I'm Not Wrong
- Ricky Gervais - Out of England 2
- Whitney Cummings - Money Shot

#### Comedy Writing
- 30 Rock
- Louie
- Modern Family
- The Office
- I Simpson (The Simpsons)

#### Comedy Directing
- Modern Family
- 30 Rock
- Community
- The Office
- Saturday Night Live

### Cinema

#### Comedy Film
- I poliziotti di riserva (The Other Guys)
- Cyrus
- Easy Girl (Easy A)
- In viaggio con una rock star (Get Him to the Greek)
- Kick-Ass

#### Animated Comedy Film
- Toy Story 3 - La grande fuga
- Cattivissimo me (Despicable Me)
- Megamind
- Shrek e vissero felici e contenti (Shrek Forever After)

#### Comedy Actor
- Zach Galifianakis - A cena con un cretino (Dinner for Schmucks)
- Russell Brand - In viaggio con una rock star (Get Him to the Greek)
- Will Ferrell - I poliziotti di riserva (The Other Guys)
- Paul Giamatti - La versione di Barney (Barney's Version)
- Jonah Hill - Cyrus

#### Comedy Actress
- Tina Fey - Notte folle a Manhattan (Date Night)
- Anne Hathaway - Amore e altri rimedi (Love and Other Drugs)
- Helen Mirren - Red
- Chloë Moretz - Kick-Ass
- Emma Stone - Easy Girl (Easy A)

#### Comedy Director
- Edgar Wright - Scott Pilgrim vs. the World
- Jay Duplass e Mark Duplass - Cyrus
- Will Gluck - Easy Girl (Easy A)
- Adam McKay - I poliziotti di riserva (The Other Guys)
- Matthew Vaughn - Kick-Ass

#### Comedy Screenplay
- Josh Heald, Jarrad Paul e Sean Anders - Un tuffo nel passato (Hot Tub Time Machine)
- Jay Duplass e Mark Duplass - Cyrus
- Bert V. Royal - Easy Girl (Easy A)
- Matthew Vaughn e Jane Goldman - Kick-Ass
- Lena Dunham - Tiny Furniture

### Special Awards

#### Johnny Carson Award
- David Letterman

#### Comedy Icon Award
- Eddie Murphy

## The Comedy Awards 2012
I vincitori sono indicati in grassetto

### Televisione

#### Comedy Series
- Parks and Recreation
- 30 Rock
- Curb Your Enthusiasm
- Happy Endings
- Modern Family

#### Animated Comedy Series
- Archer
- I Griffin (Family Guy)
- The Life & Times of Tim
- I Simpson (The Simpsons)
- South Park

#### Comedy Actor
- Ty Burrell - Modern Family
- Alec Baldwin - 30 Rock
- Louis C.K. - Louie
- Steve Carell - The Office
- Larry David - Curb Your Enthusiasm

#### Comedy Actress
- Amy Poehler - Parks and Recreation
- Zooey Deschanel - New Girl
- Tina Fey - 30 Rock
- Kristen Wiig - Saturday Night Live
- Sofía Vergara - Modern Family

#### Late Night Comedy Series
- The Daily Show with Jon Stewart
- The Colbert Report
- Late Night with Jimmy Fallon
- The Late Show with David Letterman
- Real Time with Bill Maher

#### Sketch Comedy/Alternative Comedy Series
- Louie
- Childrens Hospital
- Portlandia
- Saturday Night Live
- Tosh.0

#### Comedy Writing
- 30 Rock
- Curb Your Enthusiasm
- Louie
- Modern Family
- Parks and Recreation
- Saturday Night Live

#### Comedy Directing
- Louie
- 30 Rock
- Curb Your Enthusiasm
- Modern Family
- The Office

#### Comedy Special of the Year
- Louis C.K. - Live at the Beacon Theater
- Norm Macdonald - Me Doing Standup
- Patton Oswalt - Finest Hour
- Colin Quinn - Long Story Short
- Daniel Tosh - Happy Thoughts

#### Stand-Up Tour
- Louis C.K.
- Dave Attell
- Lewis Black
- Kevin Hart
- Jerry Seinfeld

#### Club Comic
- Hannibal Buress
- Ted Alexandro
- Pete Holmes
- Anthony Jeselnik
- Moshe Kasher
- John Mulaney
- Kumail Nanjiani
- Chelsea Peretti
- Amy Schumer
- Rory Scovel

### Cinema

#### Comedy Film
- Le amiche della sposa (Bridesmaids)
- The Artist
- Crazy, Stupid, Love
- Come ammazzare il capo... e vivere felici (Horrible Bosses)
- Midnight in Paris

#### Animated Comedy Film
- Rango
- Cars 2
- Kung Fu Panda 2
- Il gatto con gli stivali (Puss in Boots)
- Rio

#### Comedy Actor
- Jean Dujardin - The Artist
- Jason Bateman - Come ammazzare il capo... e vivere felici (Horrible Bosses)
- Steve Carell - Crazy, Stupid, Love
- Zach Galifianakis - Una notte da leoni 2 (The Hangover Part II)
- Owen Wilson - Midnight in Paris

#### Comedy Actress
- Melissa McCarthy - Le amiche della sposa (Bridesmaids)
- Jennifer Aniston - Come ammazzare il capo... e vivere felici (Horrible Bosses)
- Cameron Diaz - Bad Teacher - Una cattiva maestra (Bad Teacher)
- Emma Stone - Crazy, Stupid, Love
- Kristen Wiig - Le amiche della sposa (Bridesmaids)

#### Comedy Director
- Paul Feig - Le amiche della sposa (Bridesmaids)
- Woody Allen - Midnight in Paris
- James Bobin - I Muppet (The Muppets)
- Glenn Ficarra e John Requa - Crazy, Stupid, Love
- Michel Hazanavicius - The Artist

#### Comedy Screenplay
- Annie Mumolo e Kristen Wiig - Le amiche della sposa (Bridesmaids)
- Will Reiser - 50 e 50 (50/50)
- Dan Fogelman - Crazy, Stupid, Love
- Michael Markowitz, John Francis Daley e Jonathan Goldstein - Come ammazzare il capo... e vivere felici (Horrible Bosses)
- Woody Allen - Midnight in Paris

### Viewers Choice

#### Breakout Performer of the Year
- Donald Glover
- Zooey Deschanel
- Josh Gad
- Melissa McCarthy
- Jason Sudeikis

#### Best Viral Original
- Between Two Ferns with Zach Galifianakis: Will Ferrell
- Drive Recklessly
- 7 Minutes in Heaven with Mike O'Brien: Kristen Wiig
- Shit Girls Say
- Songify This: Winning - a Song by Charlie Sheen

#### Funniest Person on Twitter
- Rob Delaney
- Aziz Ansari
- Stephen Colbert
- Jimmy Fallon
- Kevin Hart
- Mindy Kaling
- Steve Martin
- Patton Oswalt
- Sarah Silverman
- Daniel Tosh

#### Best Comedy Podcast
- WTF with Marc Maron
- Comedy Bang Bang: The Podcast
- How Was Your Week with Julie Klausner
- Sklarbro Country
- The Nerdist

#### Best Comedy App
- Robert Kelly Live
- Earwolf
- WitStream
- The Onion
- WTF with Marc Maron

#### Best Remix, Mash-Up, or Supercut
- The Crazy Nastyass Honey Badger
- "Michele Bachmann": a BLR Soundbite
- Tom Selleck's Moustache

### Special Awards

#### Johnny Carson Award
- Don Rickles

#### Comedy Icon Award
- Robin Williams